# Hôtel Perceval
L'hôtel Perceval est un hôtel particulier situé à Malines.

## Localisation
L'hôtel particulier est situé au Goswin de Stassartstraat 24 à Malines.

## Historique
La construction du bâtiment remonte à la seconde moitié du XVe siècle. Entre 1466 et 1468, Joosen Vrancx acquiert quatre propriétés attenantes avec des jardins spacieux, qui correspondent à peu près aux numéros de maison actuels des 18 à 24 de la rue, et réuni deux de celles-ci. Cette « grande maison avec un grand portail » est au cœur du bâtiment actuel de la Goswin de Stassartstraat 24. À la fin du siècle, le gendre de Vrancx, Cornelis Schats, en est le propriétaire. Cependant, après sa mort en 1535, la propriété s'effondre progressivement.
En 1576, le noble malinois Jean-Baptiste Kerremans acquiert la "grande maison" de la Goswin de Stassartstraat avec des sorties dans la Sint-Janstraat et la Van Hoeystraat. Le nouveau propriétaire est un homme de distinction, qui a siégé à plusieurs reprises dans la municipalité en tant qu'échevin et trésorier de Malines et fait partie des États généraux des Pays-Bas. C'est probablement Jan Baptist Kerremans qui fait décorer le dernier étage de somptueuses peintures murales à la fin du XVIe siècle, dont de grandes parties sont encore présentes. Dans la « salle rouge », il y a une peinture murale qui est en partie architecturale et en partie figurative jusqu'à une hauteur d'environ 2,5 m. La simple peinture murale bleu-vert dans une pièce attenante date de la même période et peut indiquer que les différentes zones du sol ont reçu une finition spécifique. Le mariage de Jan Baptist Kerremans avec Cathelijne Colins a donné deux filles et un fils.
Leur fils, le chevalier Jan Baptist Kerremans, seigneur de Hoogbergen, lieutenant de la cour féodale, premier conseiller du prince Philippe-Guillaume d'Orange. Il se fait construire une nouvelle et luxueuse maison à Sint-Janstraat, sur un grand site séparé de la résidence parentale de la Goswin de Stassartstraat. Il revend ainsi la maison de ses parents en juillet 1615 à Robert Lamberti, avocat au Grand conseil des Pays-Bas à Malines.
Après le déménagement du Grand Conseil dans l'ancien palais de Marguerite d'Autriche en 1616, de plus en plus de conseillers s'installent dans la paroisse voisine de Saint-Jean. La maison de la Goswin de Stassartstraat est habitée par des membres de cette institution pendant le reste de l'Ancien Régime. En 1624, Lamberti vend la maison à un collègue du Grand Conseil, Jacques de Caluart, alors greffier. La famille de Caluwaert en reste longtemps propriétaire ; Jacques vit lui-même dans sa maison jusqu'en 1655. Ce n'est qu'en 1700 que sa fille Barbara de Caluaert vend la maison à Joannes Baptista Coop, qui, de par sa position de négociant en vins, fait exception dans la succession de propriétaires. 
Henricus Josephus van Kerrenbroek l'achète en 1723. À l'initiative de Hendrik-Jozef van Kerrenbroeck, vicomte de Grimbergen et à partir de 1721 avocat au Grand conseil, d'importantes rénovations ont lieu dans le deuxième quart du XVIIIe siècle. Le principal changement est une nouvelle façade contemporaine. La façade horizontale est conçue dans le style Renaissance. L'inscription « 1739 » marque la rénovation par Henricus Van Kerrenbroek. Pendant cette phase de construction, l'intérieur est également rénové.
Sa fille et héritière universelle, Adriana Van Kerrenbroeck, vend la propriété en 1787 à Emmanuel de Perceval, pour la somme considérable de 11 662 florins. L'acte décrit la maison : après l'entrée du portail, une première cour entourée d'ailes résidentielles. Sur sa gauche, une deuxième cour, reliée à un grand jardin contenant une gloriette et plusieurs arbres fruitiers. Après sa mort en 1800, la maison est occupée par sa deuxième épouse, Anna Vermylen, puis par leur fils unique, Jean-Henri de Perceval. Bien qu'il soit déjà l'un des 37 habitants les plus riches de la province d'Anvers à l'âge de 20 ans, Jean de Perceval suit une carrière politique active couvrant trois régimes différents. Gendre de Constantin Joseph van den Nieuwenhuysen, il devient bourgmestre de Malines et député, et meurt dans sa maison de la Goswin de Stassartstraat en 1842. Son fils Armand de Perceval en hérite alors. 

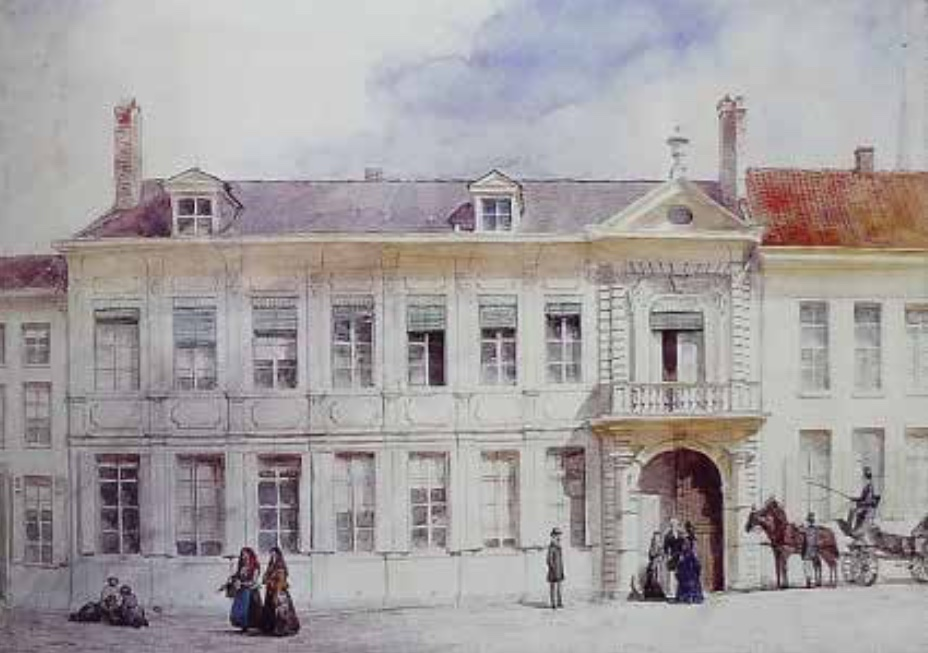
Représentation peinte par Hippolyte Sebron en 1871.

Dans la seconde moitié du XIXe siècle, l'hôtel passe aux Braquenié, qui y installe la Manufacture des tapisseries Braquenié. Les frères Braquenié y réalise d'importants travaux à l'arrière et à l'intérieur du bâtiment à partir de 1876. Les anciennes ailes arrière autour de la grande cour sont démolies pour la construction de deux ateliers de tissage parallèles. La façade arrière de la maison est adaptée et obtient la structure symétrique actuelle avec une rotonde centrale. La décoration intérieure est modernisée, la décoration du XVIIIe siècle étant en grande partie perdue. L'intervention principale est l'introduction d'un nouvel escalier en colimaçon de style néo-empire. Les salons et les antichambres sont recouverts de boiseries et de nouvelles cheminées en marbre de style néo-empire. Dans l'allée carrossable, le vestibule et la cage d'escalier, une articulation murale avec des pilastres plats en forme de cannelures et de losanges sont ajoutées. Le site de Malines feme en 1987, après que Braquenié soit racheté par la société Pierre Frey.
Peu de temps après la fermeture de la succursale malinoise de Braquenié, tous les bâtiments entre Sint-Janstraat et Van Hoeystraat ont été achetés par l'hôpital Imelda de Bonheiden. L'objectif est de démolir ces maisons pour l'extension de l'hôpital Sainte-Élisabeth d'alors, l'actuel hôtel Elisabeth au coin de Van Hoeystraat. Cependant, l'ouverture de la Goswin de Stassartstraat 24 lors de la Journée du patrimoine de 1993 entraîne un changement. Les notaires Schotsmans et Spaepen décide d'acquérir la propriété, de la restaurer et de la transformer en bureau. La façade de style Renaissance est alors restaurée.